# Chiayusaurus lacustris
Chiayusaurus lacustris es una especie y tipo del género Chiayusaurus (“lagarto de Jiayuguan”) de dinosaurio saurópodo, macronario que vivió en el Jurásico superior, hace aproximadamente 145 millones de años, durante el Titoniense, en lo que hoy es Asia.